# 朱劍琴
朱劍琴（Chu Kim Kam），原名：朱佩瑞，活躍於20世紀30年代至40年代的香港電影女演員。香港島堅道「湘父學校」學習《古文詳註》及《東萊博議》，亦在「中華基督教會游泳場」跟陳錫培先生學習游泳。後來在學校對面的「電影養成所」學戲，銀幕處女作是「華夏公司」的粵語喜劇《亞蘭賣豬》（1935年9月11日香港公映，擔任女主角）；成名作「大觀公司」的粵語喜劇《金屋十二釵》（1937年1月14日香港公映，飾演十二娘傾心），因拍戲中戲《卓文君夜奔司馬相如》，與演員楚賓拍拖後結婚 ；朱劍琴（朱佩瑞）在「中藝公司」的《花濺淚》（1939年），飾演舞女；息影作粵語喜劇《恩怨在今宵》（1948年6月2日香港公映，飾演陳秀萍）。朱劍琴（朱佩瑞）的私人轎車是小型美國「摩利士」轎車。

## 外部連結
- 香港電影資料館有關朱劍琴（朱佩瑞）參演電影的記錄[永久]